# حاجز مطاطي
حاجز الأسنان أو حاجز المطاط (الذي يطلق عليه أحيانا «كوفردام» "Kofferdam"- من الألمانية) (بالإنجليزية:dental dam or rubber dam)، وقد صمم في الولايات المتحدة عام 1864 عبر سانفورد كريستي بارنوم (Sanford Christie Barnum), هو عبارة عن شريحة مربعة رقيقة، طولها 6 بوصة (150 مم)، وتكون عادة من اللاتكس أو النتريل، وتستخدم في طب الأسنان لعزل موقع العمل (واحد أو أكثر من الأسنان) عن بقية الفم. وهي تستخدم أساسا في علاج جذور الأسنان، الاستعاضة الصناعية الثابتة (التيجان والجسور) والعلاجات الترميمية للأسنان. والغرض منه هو منع اللعاب من التداخل في علاج الأسنان (على سبيل المثال التلوث بالكائنات الحية الدقيقة الموجودة في الفم أو أثناء علاج قناة جذرية، أو للحفاظ على مواد الحشو مثل الحشوة الضوئية أثناء وضعها وتصلبها)، ومنع ابتلاع الأدوات والمواد أو دخولها المجرى الهوائي أو إيذاء الفم بها. وفي طب الأسنان، يشار احياناً إلى استخدام السد المطاطي على أنه عزل.
.

## طب الأسنان
خلفية

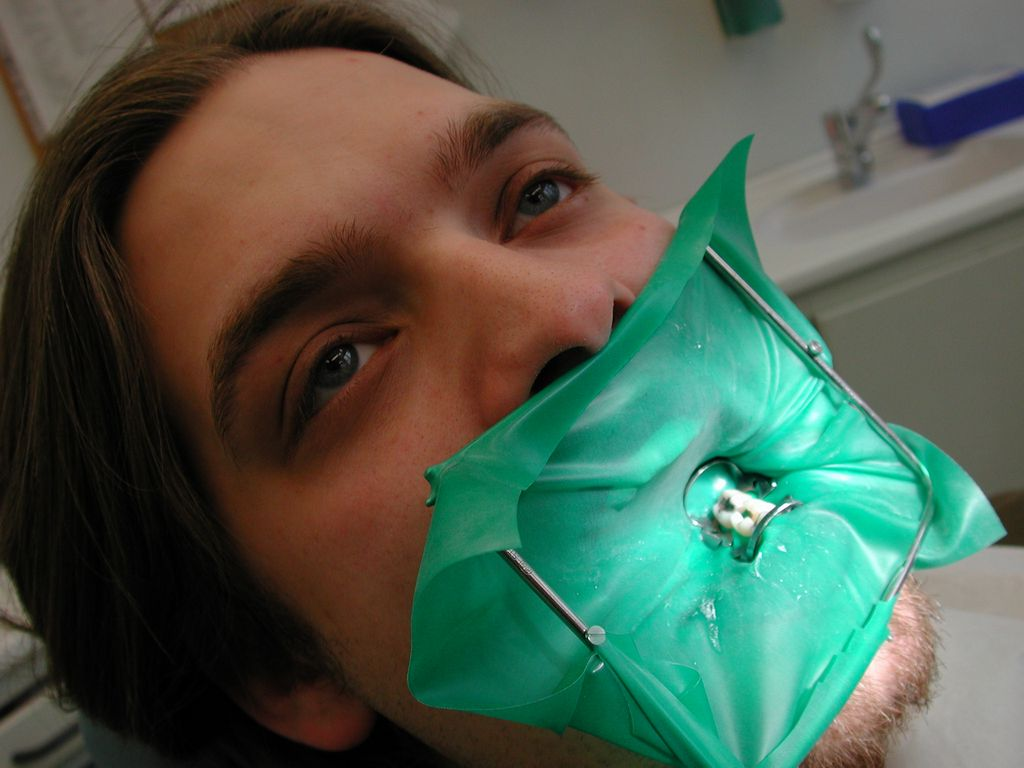
حاجز المطاط موضوع في مكانه أثناء عمل إجراء في الأسنان.

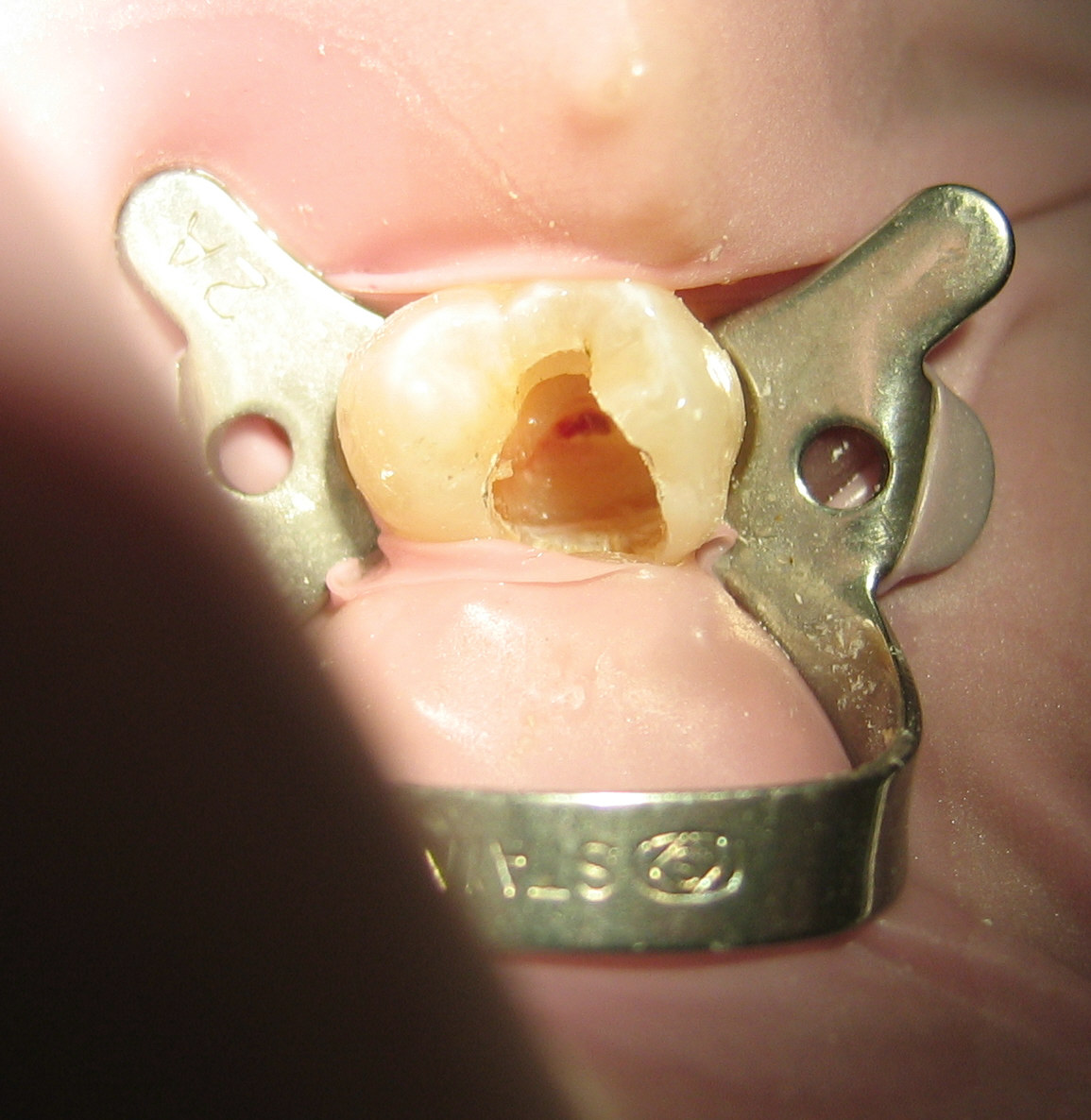
عزل الضاحك العلوي الثاني باستخدام حاجز المطاط، مثبت في مكانه باستخدام مشبك حاجز المطاط أثناء علاج الجذور.

يتم تثبيت الحاجز على سن واحدة أو مجموعة من الأسنان بواسطة مشابك الحاجز المطاطية المناسبة على سن الارتكاز. يبرز تاج السن من الحاجز المطاطي من خلال الثقوب الفردية التي يتم عملها بواسطة مثقب الحاجز المطاطي، ويعزل الأسنان عن باقي الفم ليتم علاجها فيحافظ على جفاف السن ويقلل من خطر التعرض للكائنات الحية الدقيقة الموجودة في الفم. ختم الحبر متاحة لتوجيه وضع الثقوب قبل وضع الحاجز.

### تاريخ
قبل استخدام الحاجز المطاطي كوسيلة عزل، كثير من التدخلات الجراحية الخاصة بالاسنان كانت تعاني بنسبه كبيرة من خطر التعرض للتلوث من اللعاب أو البكتيريا التي تتخلل السن خلال الإجراء الجراحي. وقد يؤدي هذا إلى فشل العلاج المتبع مما قد يتسبب في اللجوء إلى المزيد من التدخلات الجراحية أو فقدان السن. دكتور سانفورد سي بارنيوم هو المصمم الأصلي للحاجز المطاطي كوسيلة لبقاء المنطقة ذات التدخل الجراحي خالية من اللعاب. في العام 1882 قام الدكتور سي سي وايت بإجراء تعديل في التصميم عن طريق إعادة ضبط الثقب في الحاجز المطاطي.
بالرغم من هذه التغييرات، كان من الصعب تثبيت الحاجز حول السن حتى قام الدكتور ديليوس بالمر بتطوير المشبك المعدني الذي يقوم بأرتكاز الحاجز حول السن المختار. هذه المشابك متوفرة بعدة أشكال وأحجام مصممة لتناسب مختلف هياكل وأشكال مورفولوجيا الاسنان.

### الممارسات الحالية
هناك العديد من العلاجات التي قد تتيح استخدام الحاجز المطاطي مثل إعادة ترميم الأسنان والعلاجات الطبية مثل علاج القناة الجذرية وعلاج الشروخ وزرع الأسنان. هناك الكثير من الجدل حول استخدام وفاعلية الحاجز المطاطي بين الكثير من ممارسي مهنة طب الأسنان. بعض الممارسين قد يضطرون إلى استخدامه بين الحين والاخر، والبعض الآخر قد يستخدمه فقط في علاجات محددة بينما الكثيرين قد يتجنبون استخدامة كليا.على الرغم من إن استخدام الحاجز المطاطي يعد معيار لتقديم الرعاية الطبية، قد أظهرت الدراسات إن عدد كبير من ممارسي مهنة الأسنان لا يستخدمونه خلال التدخلات الجراحية. المقياس يتم تعريفه عن طريق معيار مناسب مدعم بالدلائل الحالية.
المميزات:
- مكان عمل نظيف وجاف (من اللعاب والدم). بالنسبة لإجراءات طب الأسنان التي تشمل الترابط مع المواد اللاصقة أو الأسمنت فإنه ينبغي تشجيعها حيث يجب أن يتجنب التلوث في مكان العمل من أجل تحقيق أقصى قدر من قوة الترابط بين المواد الترميمية والمينا والعاج. وقد يؤدي ضعف الترابط إلى إضعاف نجاح أو طول عمر عمليات الترميم أو الحشو. هناك بعض الأدلة التي تشير إلى أن استخدام الحاجز المطاطي قد يزيد من وقت بقاء ترميم أو حشو الأسنان مقارنة باستخدام لفائف القطن كوسيلة للعزل.[7]
- انخفاض تلوث علاج الأسنان بالكائنات الحية الدقيقة الموجوده في اللعاب في الفم[8]
- يكون هناك تحسن في الرؤية في مكان العمل (يراجع الشفتين والخدين، ويقلل ضبابية المرآة، ويعزز التباين البصري)[9]
- انخفاض (ولكن ليس القضاء) فرصة البلع العرضي أو استنشاق الأدوات وشظايا الأسنان.[10] إذا حدث ذلك، قد يكون دخول المستشفى ضروريا لعمل أشعة الصدر، وربما القيام بعملية لإزالته.
- سائل إرواء علاج الجذور التآكلي مثل هيبوكلوريت الصوديوم (التبييض)، والذي يمكن أن يضر الأنسجة الرخوة من الفم ويكون ضار إذا ابتلع[11]
- الحد من خطر انتقال العدوى في ممارسة طب الأسنان عن طريق خفض المحتوى الميكروبي للرشاشات والهباء الجوي الناتج من توربينات الهواء خلال علاج الأسنان[12]
- عندما تستخدم الحواجز المطاطية عند الترميم بالحشوة الملغمية، فإنها قد تقلل من تعرض الشخص للآثار الضارة المحتملة من ابتلاع الزئبق[13][14]
- حماية الأنسجة الرخوة من أنسجة الفم من الأدوات أو المواد الحاد. في بعض الأحيان يستخدم مادة صمغية مانعة للتسرب لسد الفجوات بين الحاجز المطاطي واللثة. يمكن لهذه المادة أن تلتصق بالسد المطاطي الرطب، أو الأنسجة المخاطية أو اللثة.[15]
- بعض المرضى يجدون أن العلاج يكون أكثر راحة مع حاجز المطاط لأنه لا يوجد ماء في الفم، ويشعرون أنهم أكثر أمنا وأكثر انفصالا عن ضجيج الحفر الخ.[16]

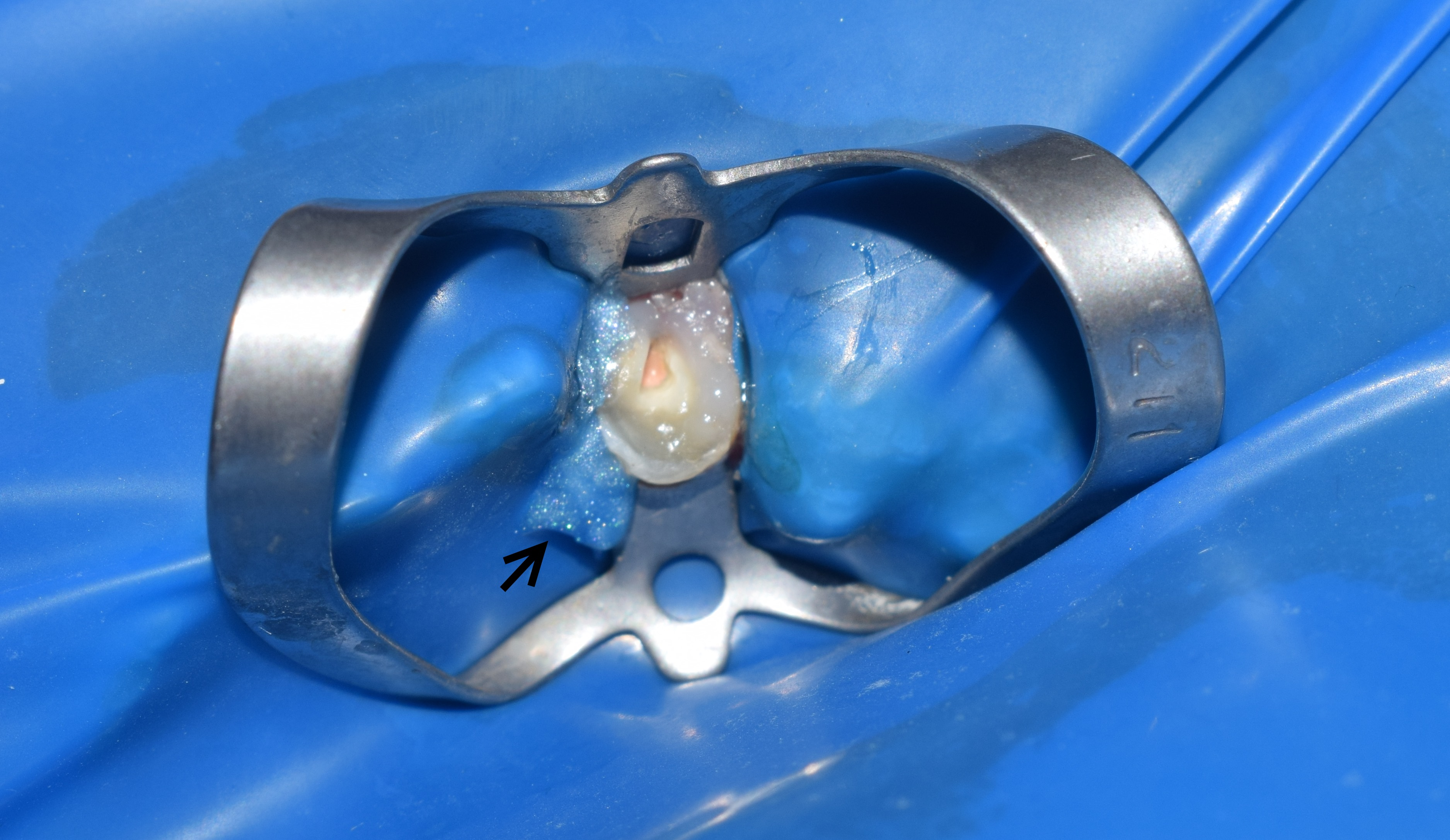
لاصق صمغي مستخدم لملء الفجوات بين الحاجز المطاطي واللثة، بعد حدوث تمزق في الحاجز المطاطي خلال وضعه على السن

- لاصق صمغي مستخدم لملء الفجوات بين الحاجز المطاطي واللثة، بعد حدوث تمزق في الحاجز المطاطي خلال وضعه على السنفي بعض أنحاء العالم، يعتبر استخدام حاجز المطاط إلزاميا لإجراءات مثل علاج قناة الجذر لأسباب تتعلق بالسلامة والتحكم في العدوى.
- حاجز المطاط يقلل بشكل كبير من قدرة مريض الأسنان على التواصل. ويمكن اعتبار ذلك عيبا (انظر أدناه)، أو ميزة، على سبيل المثال. في مرضى الإفراط في الكلام لتسهيل العلاج بصورة أسرع.

العيوب:
- يستغرق وقتا إضافيا لتطبيقه (على الرغم من انه بممارسته يصبح أسرع)
- عدم كفاية التدريب والانزعاج في استخدامه[17]
- تكلفة حاجز المطاط ولوازمه لتطبيقه. وعلى الرغم من أنها ليست مرتفعة السعر، فإن هذه التكلفة لن تتكبد إذا لم يستخدم
- مشابك الحاجز المطاطي قد تكسر خلال علاج الأسنان بسبب تأثير هيبوكلوريت الصوديوم أو الأوتوكلاف.[18] كاحتياط، يوضع خيط حول المشبك للسماح باسترجاعها إذا كان أفلت أو كسر أثناء الإجراء.
- الأضرار التي تلحق بالغشاء المخاطي للفم عند وضع أو إزالة الحاجز المطاطي.
- بما أنه يغلق بشكل فعال مجرى الهواء عن طريق الفم، يجب أن يكون المريض قادرا على التنفس بشكل مريح من خلال أنفه. من الأسباب ذات الصلة الأسباب المؤقتة للانسداد المجرى الأنفي للهواء مثل الزكام الشائع، أو الأشخاص الذين يتنفسون باستمرار من خلال فمهم لأي سبب من الأسباب.
- قد يؤدي إلى التشويه البصري لمورفولوجيا الأسنان حيث الأسنان الأخرى وبقية الفم مخفية عن النظر. وقد يؤدي هذا إلى ثقب إذا كان تجويف الدخول بزاوية غير صحيحة صحيح خلال علاج قناة الجذر. لهذا السبب، يبدأ بعض أخصائيي علاج الجذور بشكل روتيني تجويف الدخول قبل وضع الحاجز، لضمان التوجه الصحيح قبل فتح نظام قناة الجذر.
- الحاجز والذي عادة ما يكون زاهي اللون (أزرق أو أخضر)، قد يغير اللون الظاهر من الأسنان، والتي يمكن أن تؤدي إلى اختيار غير صحيح للون، على سبيل المثال. خلال وضع حشوة ضوئية. لهذا السبب، يتم عادة اختيار اللون قبل تطبيق الحاجز.
- حساسية اللاتكس، اعتمادا على شدتها قد تجعل من استخدام الحاجز المطاطي غير مريح (التهاب الجلد التماسي التحسسي، التهاب الشفة، التهاب الفم) أو حتى مهدد للحياة (الحساسية المفرطة).الأنواع المصنوعة من النتريل متاحة لأولئك الذين يعانون من حساسية اللاتكس، ولكن هذا النوع من الحاجز هو أكثر قبولًا للبسط، وبالتالي يجب أن يكون حجم الثقب الذي يتم ثقبه في الحاجز أصغر.
- بعض المرضى يجدون حاجز الأسنان خانق.
- انخفاض الاتصال بين المريض وطبيب الأسنان قد تزيد من قلق المريض وتجعلهم يشعرون بأنهم أكثر عرضة للخطر.